# Gmina Dziadkowice
Die Gmina Dziadkowice [d͡ʑatkɔˈvʲit͡sɛ] ist eine Landgemeinde im Powiat Siemiatycki der Woiwodschaft Podlachien in Polen. Ihr Sitz ist das gleichnamige Dorf (litauisch Dziadkovicė).

## Gliederung
Zur Landgemeinde Dziadkowice gehören folgende Ortschaften:
Brzeziny-Janowięta
Chrościanka
Dołubowo
Dziadkowice
Hornowo
Hornowszczyzna
Jasienówka
Korzeniówka
Kąty
Lipiny
Malewice
Malinowo
Osmola
Smolugi
Smolugi-Kolonia
Wojeniec
Zaminowo
Zaporośl
Zaręby
Żuniewo
Żurobice
Żurobice-Bagno